# Кампани де Помезеу (Валча)
Кампани де Помезеу (рум. Câmpani de Pomezeu) насеље је у Румунији у округу Валча. Oпштина се налази на надморској висини од 182 m.

## Становништво
Према подацима из 2011. године у насељу је живело 2608 становника.